# Tsianofana
Tsianofana is een plaats en commune in het zuiden van Madagaskar, behorend tot het district Vangaindrano, dat gelegen is in de regio Atsimo-Atsinanana. Tijdens een volkstelling in 2001 telde de plaats 4.883 inwoners.
De plaats biedt enkel lager onderwijs. 98 % van de bevolking werkt als landbouwer. Het belangrijkste landbouwproduct is maniok; andere belangrijke producten zijn suikerriet, zoete aardappelen, rijst en broodvruchten. Verder is 2 % actief in de dienstensector.